# Helen Kim
Kim Hwal-Ian, coneguda com a Helen Kim   (Inchon, 1899 - Seül, 10 de febrer de 1970), fou una política, docent, diplomàtica, activista social i feminista cristiana sud-coreana. Va escriure amb el pseudònim de Wuwol (우월;又月). Fou fundadora del diari The Korea Times, i pionera en la lluita per l'educació de les dones i en defensa de la seva emancipació. El 1931 fou la primera coreana que obtingué el doctorat. Va presidir la Universitat de Dones Ewha des del 1939 fins al 1963 i fou representant coreana en l'ONU i la UNESCO en diferents ocasions.

## Biografia
Kim nasqué a la ciutat portuària d'Incheon en el si d'una família "moderna". De menuda assistí a escoles cristianes. Estudià en la Universitat Femenina Ewha. Posteriorment va estudiar en la Universitat Wesleyan, i se'n llicencià el 1924. Va realitzar un màster en Filosofia en la Universitat de Boston el 1931 i va rebre el doctorat en educació en la Universitat de Colúmbia el 1931.
El 1931 va ser degana de la Universitat Femenina Ewha, que anys més tard esdevindria la universitat de dones més gran del món i en fou presidenta de 1939 a 1963, quan se'n retirà i va ser-ne nomenada presidenta emèrita.
Kim formà part de la Kŭnwuhwoe, una organització nacional de dones dedicada a erradicar les "pràctiques i creences feudals coreanes residuals, així com les limitacions colonials". No obstant això, no restà gaire temps en l'organització perquè no estava "disposada treballar amb dones marxistes i socialistes".
El 1941 s'implicà en activitats projaponeses durant l'ocupació del país. Va ser coneguda per animar els estudiants a fer costat al Japó durant la II Guerra Mundial amb els seus texts.
El 1945, Kim, O Ch'ǒn-sǒk, Yu Ŏk-kyǒm i Paek Nak-chun crearen el Comité Coreà d'Educació, que va treballar amb els Estats Units en l'Oficina d'Educació, fent recomanacions sobre les escoles.
El 1948 Kim fou directora de l'oficina d'Informació Pública del president Syngman Rhee. El 1949 assistí a l'Assemblea General de les Nacions Unides a Boston, representant Corea del Sud en l'ONU en cinc ocasions. Com a directora de l'Oficina d'Informació Pública, recomanà la creació d'un diari en anglés: The Korea Times, que començà a publicar-se al novembre del 1950.
Fundà l'Associació Cristiana de Dones Joves de Corea.

## Controvèrsia
Kim fou acusada de mantenir una posició "projaponesa" durant l'ocupació japonesa de Corea. Ella justificà les seues accions com a "necessàries per a mantenir oberta la Universitat Femenina d'Ewha durant l'època de dura política colonial" i també es podrien relacionar amb els ensenyaments de l'Església metodista (la seua religió). En els anys 70 se li dedicà una estàtua en el campus de la Universitat Femenina d'Ehwa. El 2013 un grup d'estudiants reclamà que l'estàtua fos retirada del campus per les seues activitats projaponeses.